# Симъни Даймънд
Симъни Даймънд (родена на 21 юли 1983 г.) е унгарска порнографска актриса.

## Награди и номинации
- 2005: Номинация за AVN награда за най-добра соло секс сцена – „Милионер“.[2]
- 2009: Номинация за Hot d'Or награда за най-добра европейска актриса – „Билионер“.[3][4]
- 2010: Номинация за AVN награда за най-добра сцена с тройка само момичета – Cindy Hope Is Fresh on Cock[5]